# Polenta e osei

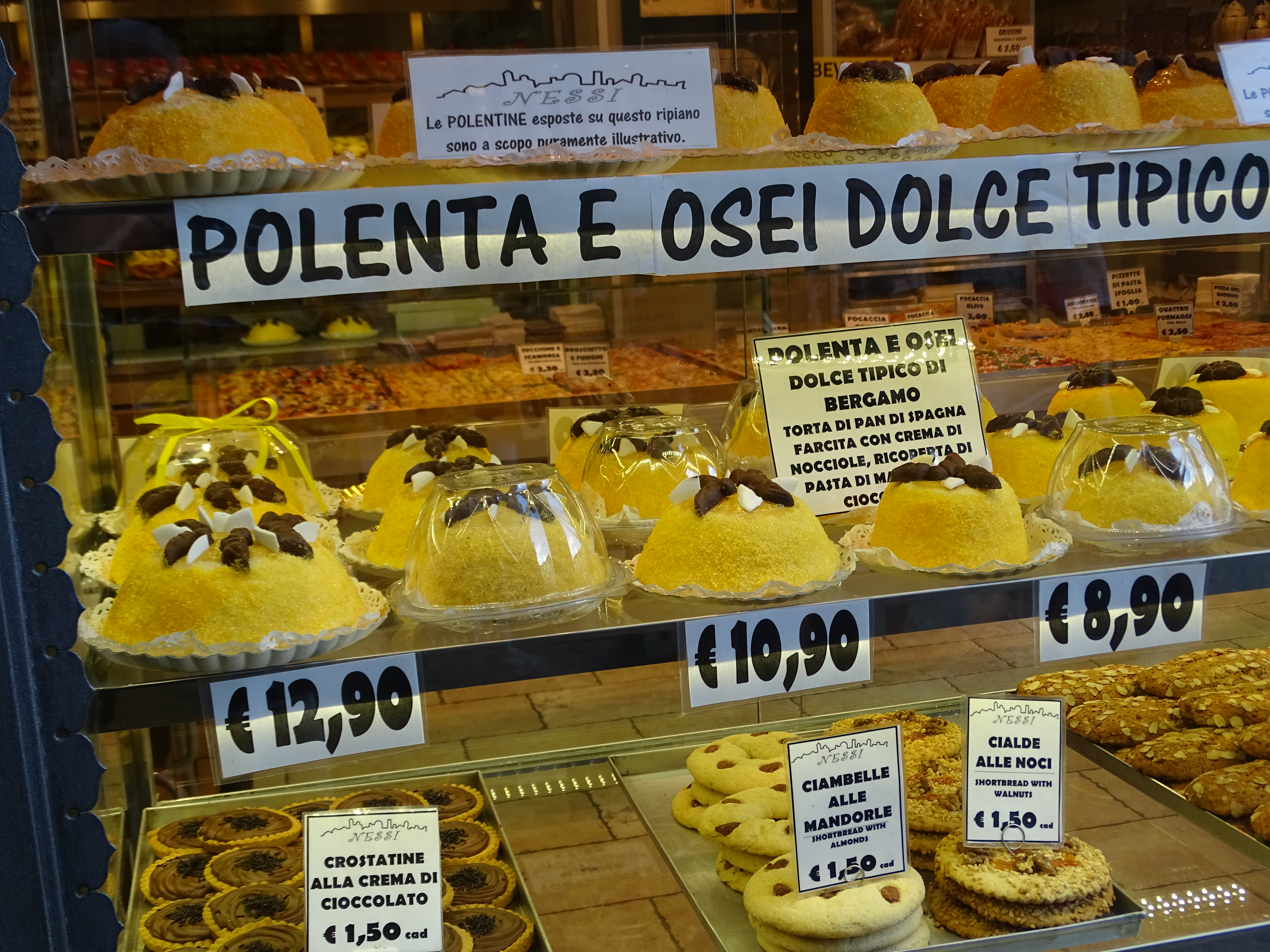
„Polenta e osei dolce“ - verschiedene Größen

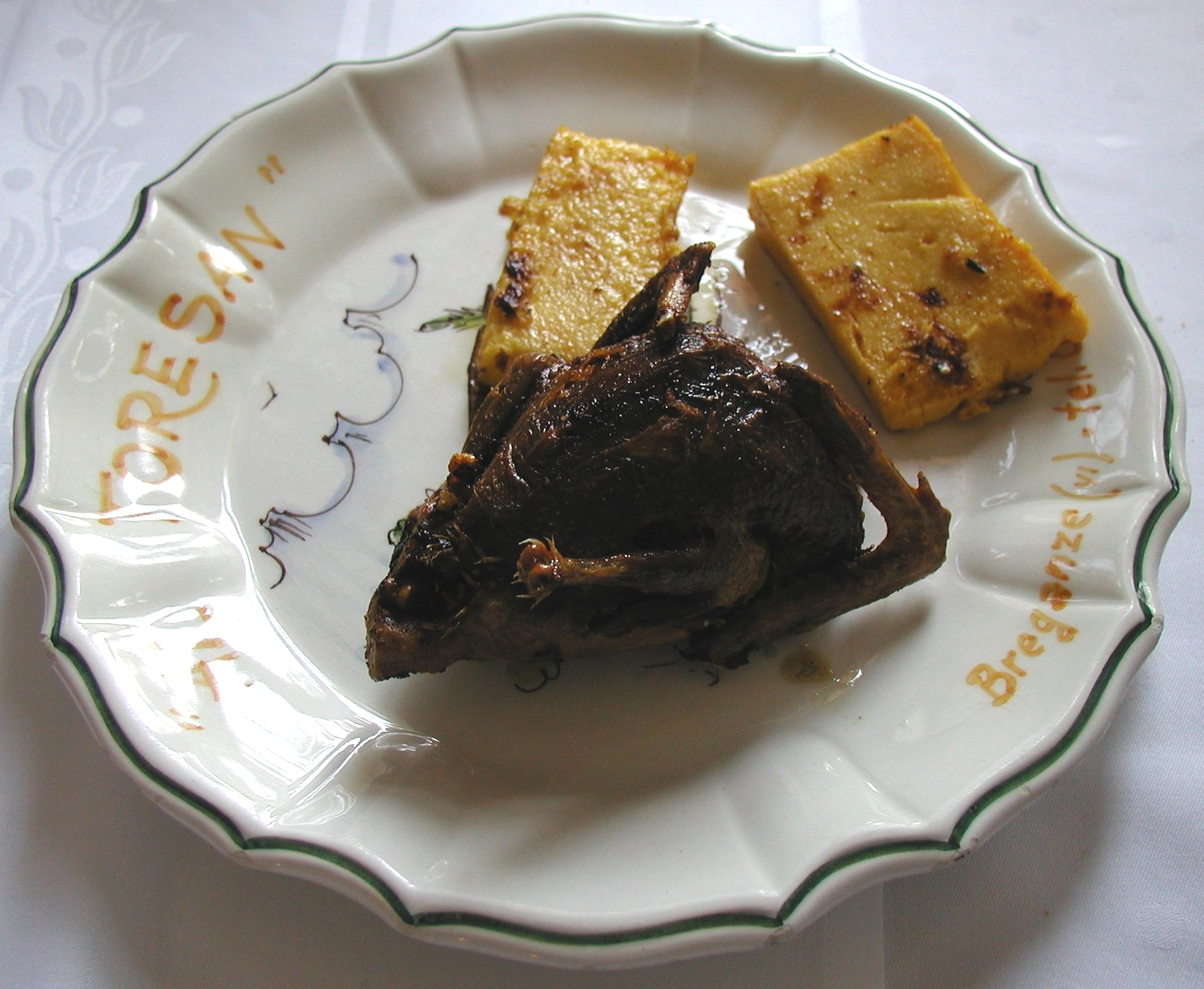
Polenta mit gebratenen Feldtauben

Polenta e osei (Aussprache [poˈlenta e ɔˈzɛ:i]) (italienisch Polenta und Vögel) ist der Name zweier kulinarischer Spezialitäten aus Italien. Polenta e osei salata (italienisch Gesalzene Polenta und Vögel) ist das ursprüngliche Gericht aus Venetien, das aus gebratenen Wildvögeln mit Polenta besteht. Polenta e osei dolce (italienisch Süße Polenta und Vögel) hingegen ist eine aus Bergamo stammende Süßspeise, welche das Fleischgericht optisch nachahmt, jedoch weder Fleisch noch Polenta enthält.

## Bezeichnung
Im venetischen Dialekt werden Vögel (italienisch uccelli) als osei oder oxei bezeichnet. Sowohl uccellini als auch osei meinen die kleinen Singvögel wie Drosseln, Spatzen, Lerchen, Amseln u. a. mit Ausnahme der Wachteln. Im venetischen Dialekt wird auch die Schreibung poenta e osei gebraucht.
Die Industrie-, Handels- und Landwirtschaftskammer Bergamo hat 2007 in ihrer Produktionsvorschrift für die Süßspeise polenta e osei dolce festgelegt, dass diese Bezeichnung nicht „übersetzt“ werden darf.

## Polenta e osei salata
Für die Fleischvariante der polenta e osei werden in der Küche Wildvögel verwendet wie Lerchen (ital. allodole), Drosseln (ital. tordi), Spatzen (ital. passeri), Ammern (ital. ortolan), Wachteln (ital. quaglia).
Den geschlachteten Vögeln werden zuerst die Federn gerupft, Augen und Krallen entfernt, anschließend werden sie geflämmt, um alle Haare zu entfernen. Da sie sehr klein und zart sind, werden die zubereiteten Vögelchen mitsamt ihren Knöchlein gegessen. Ob die Eingeweide entnommen werden, ist eine Geschmackssache; Kenner bevorzugen die Vögel unausgenommen zubereitet und gegessen. Im italienischen Kochbuch La cucina degli stomachi deboli (deutsch: Küche für schwache Mägen) von 1858 wird empfohlen „die gerupften, gesengten und gut duftenden Vögel ohne Augen und Flaumfedern zu braten, ohne ihnen den Bauch zu leeren“. Im Guida gastronomica d’Italia (deutsch: Gastronomischer Führer Italiens) von 1931 wird das Belassen der Innereien als „unverzichtbare Vorkehrung für die höchste Güte des Gerichts“ beschrieben. Dieser Brauch kann bis ins 15. Jahrhundert im Kochbuch Libro de arte coquinaria des Maestro Martino nachgewiesen werden.

### Regionale Herstellungsarten
In der Lombardei werden die Vögelchen abwechselnd mit Salbeiblättern und Stückchen von Lardo gespießt und in der Pfanne gebraten, der entstandene Bratensatz wird für die Soße verwendet. Ein Maismehlbrei wird zu einem Hügel geformt und mit den gebratenen Vögeln gekrönt.
In der Toskana (ital. osei in intingolo): in Butter gebratene Vögelchen mit Salbeiblättern und Knoblauch, in einer Soße aus rotem Wein und Tomatenpüree.
In Brescia – polenta e osei allo spiedo genannt – werden sie auf einen Spieß abwechselnd mit Würfeln von Schweinelende gesteckt und über Kohlen gebraten, der aufgefangene Bratensaft wird für die Soße verwendet.

### Geschichte
In Italien wurde Mais zuerst in der Polesine kultiviert, einem Gebiet um das Po-Delta, wo andere Nutzpflanzen wegen des heißen und feuchten Klimas schwerlich angebaut werden konnten.
Mitte des 16. Jahrhunderts waren die Venezianer und besonders die Bewohner der Terraferma sehr arm. Die neu eingeführte Maispflanze war eine willkommene Nahrungsquelle, da sie sich leicht kultivieren und sogar in der Polesine anbauen ließ. Die wenigen reichen Einheimischen konnten mit der neuen Speise Polenta ihren althergebrachten Speiseplan ergänzen (wie polenta e osei oder polenta e baccalà; deutsch: Polenta mit Vögeln oder Stockfisch), während dies für die ärmeren Menschen zum Hauptnahrungsmittel wurde.
Brescia und Bergamo waren damals Teil der Republik Venedig, daher spiegeln sich in der lombardischen Küche die Einflüsse der venezianischen Herrschaft wider. Polenta setzte sich hier zwar später durch, ist aber ebenfalls bis heute ein fester Bestandteil geblieben.
Auch der Vogelfang hat seinen Ursprung in der Armut der Landbevölkerung, für die Ernährung wurden Wildvögel mit Netzen gefangen. Die Grundherren versorgten ihr Gesinde und die Tagelöhner mit billigen Nahrungsmitteln wie Hülsenfrüchten, Rüben, Polenta und Wildvögeln.

### Vogelschutz und Traditionen
Die Änderung des Artikels 21 im italienischen Jagdgesetz 157/1992 setzte 2014 die Rechtsvorschriften der EU um: Wildvögel dürfen weder gekauft noch verkauft werden, und auch nicht mehr aus Nicht-EU-Ländern importiert werden. Die Stockente, das Rebhuhn, der Fasan oder die Waldtaube – Arten, die nicht zur kulinarischen Tradition von Brescia und Bergamo gehören, sind hingegen von den Verboten ausgenommen. Dies entfachte langjährige Debatten um den Erhalt der Ess- und Jagdtraditionen Norditaliens. Die Gesetzesänderung wurde von den Gegnern „Anti-Polenta-e-Osei-Gesetz“ genannt, die Gastronomen, die das typische Gericht servierten, waren empört. Mehrere Parlamentarier baten um eine Änderung der Gesetzgebung.
Seither kann polenta e osei in den Trattorien nicht mehr angeboten werden. Jäger können ihre Beute nur in ihrem eigenen Zuhause, mit Freunden und Familie essen. Sollte ein Restaurant etwa polenta e osei mit legal gejagten Drosseln servieren, drohen dennoch hohe Geldstrafen.
Nach dem italienischen Jagdgesetz sind Wildvögel und wildlebende Säugetiere geschützt, aber ausnahmsweise vom dritten Sonntag im September bis zum 31. Dezember sind jagdbar: Wachteln (Coturnix coturnix); Turteltauben (Streptopelia turtur), Amseln (Turdus merula); Spatzen (Passer italiae); Feldsperlinge (Passer montanus); Haussperlinge (Passer domesticus); Lerchen (Alauda arvensis); Virginiawachteln (Colinus virginianus); Rebhühner (Perdix Perdix); Rothühner (Alectoris rufa); Sardisches Rebhuhn (Alectoris barbara).
Das Jagdgesetz Italiens (Art. 4 und Art. 19-bis) sieht Ausnahmen für die autonomen Regionen und Provinzen vor, die ihrerseits regional Vorschriften und jährlich Vogelfangquoten neu erlassen. So wurde beispielsweise im Jahr 2017 die Quote in der Lombardei für Kampfläufer, Lerchen, Kiebitze, Schneehühner, Wachteln und andere gesenkt.

### Rezeption
Giancarlo Passeroni (1713–1803), italienischer Satiriker und Dichter des 18. Jahrhunderts, erwähnte im Jahr 1756 polenta ai tordi (deutsch: Maisbrei mit Drosseln) in seiner bekanntesten Satire II Cicerone. Luigi Coppola schrieb eine Lobeshymne auf die Polenta, in welcher er Polenta mit Vögeln einer Götterspeise gleichsetzte:
Era il cibo degli Dei/ la polenta con gli osei. 
Sein Gedicht La Canzone della Polenta (deutsch: Lied von der Polenta) wurde im Jahr 1881 im Corriere dell'Arno veröffentlicht. Der italienische Komponist Luigi Denza schrieb dazu eine Melodie, daraufhin erreichte das Lied eine bis heute in Italien anhaltende Bekanntheit. Marie-Henri Beyle, der einige Jahre in Italien gelebt hatte, berichtete in seinem Werk Rome, Naples et Florence von seiner Teilnahme am Vogelfang mit Netzen in der Lombardei, von der Lebensfreude, die er dabei erlebte, und der Köstlichkeit des Abendessens, das aus ucelletti und Polenta bestand.
Escoffier hatte 1910 in seinem Kochkunst-Führer einige Rezepte für Zubereitungen von Wildvögeln mit Polenta eingestellt, darunter „Lerchen nach piemontesischer Art“.

## Polenta e osei dolce
In der traditionellen Gastronomie von Bergamo wird eine mit Schokolademarzipanvögeln verzierte gelbe Süßspeise ebenfalls polenta e osei genannt, da sie eine Imitation des gelben Maisbreis mit gebratenen Vögeln darstellt. Ihr Ursprung geht auf das Jahr 1910 zurück, als Amadeo Alessio diesen Kuchen zusammen mit seiner Frau Giuseppina neu kreierte; die beiden führten seit 1907 die Patisserie „Milanese“.

### Zutaten
Die Industrie-, Handels- und Landwirtschaftskammer von Bergamo hat 2007 eine exakte Produktionsvorschrift für polenta e osei dolce herausgegeben. Äußeres Erscheinungsbild: gelbe mit Cremes gefüllte Biskuit-Halbkugel, dekoriert mit Schokoladenvögeln auf der leicht abgeflachten Oberseite. Hierfür werden Butter-, Schokoladen- und Haselnusscremes verwendet. Sonstige Zutaten sind Curaçao 14°, gelbes Marzipan, Schokoladenmarzipan oder dunkle Schokolade für die Herstellung der Vögelchen, gelber Kristallzucker, Aprikosenpüree, Zitronat, Kakao, aber keine zugesetzten Farb- oder Konservierungsstoffe.

### Herstellung
Aus Zucker, Honig, Eiern und Eigelb, Mehl, Stärke und Hefe wird eine homogene Masse zubereitet, in gebutterte kuppelförmige Backformen gegossen und gebacken. Der Durchmesser der Halbkugel ist abhängig von dem gewünschten Gewicht, z. B. für ein Fertigprodukt von einem Kilogramm hat die Kuppel einen Durchmesser von 12/14 cm.
Für die Schokolade- und Haselnussbuttercreme zum Füllen des Kuchens werden Butter, weiße Schokolade, Haselnusscreme und Rum verwendet.
Für die Buttercreme zur Abdeckung des Kuchens wird Eiweiß steifgeschlagen, der gekochte Zuckersirup untergehoben und abkühlen gelassen, danach in die schaumig geschlagene Butter eingearbeitet.
Die Biskuithalbkugel wird waagerecht in zwei Hälften geschnitten, mit Curaçao benetzt, mit der Schokoladen-Haselnussbuttercreme gefüllt und wieder zusammengesetzt. Die Oberseite des Kuchens wird erst mit der Buttercreme bedeckt und dann mit einer Schicht von gelbem Marzipan. Die „Polenta“ wird mit gelbem Kristallzucker bestreut, obenauf mittig auf der abgeflachten Halbkugel das Aprikosenpüree verteilt. Abwechselnd werden aus kandierten Zitronenschalen die Form eines Spießes und aus Schokoladenmarzipan Vögelchen hergestellt, und damit (Vögelchen mit nach oben gedrehten Füßen) die „Polenta“ garniert.